# Ievhèn Seleznov
Ievhèn Seleznov (Makíivka, Ucraïna, 20 de juliol de 1985) és un futbolista ucraïnès. Juga de davanter i el seu equip actual és el Dnipro de la Primera Divisió d'Ucraïna.

## Biografia
Yevhen Seleznyov va començar la seva carrera futbolística en les categories inferiors del Xakhtar Donetsk. Davant la falta d'oportunitats de debutar amb el primer equip el club decideix cedir-ho. D'aquesta manera Seleznyov es marxa al FC Arsenal Kyiv. La temporada 2007-08 va esdevenir un dels màxims golejadors del campionat amb 17 punts en 24 trobades.
El 2008 torna al Xakhtar Donetsk, aquesta vegada a la primera plantilla. Debuta en el club l'1 d'agost, i ho va fer marcant un dels tres gols en la victòria del seu equip (3-0) sobre el FC Illitxivets Mariupol. Al cap de poc temps d'arribar aconsegueix un títol, la Supercopa d'Ucraïna. Debuta en la Lliga de Campions de la UEFA el 16 de setembre en el partit Xakhtar Donetsk 2-1 FC Basilea quan va saltar al camp en el minut 74 substituint a Luiz Adriano. El seu primer gol en aquesta competició ho va aconseguir el 26 de novembre en el partit de tornada.

## Internacional
Ha estat internacional amb la Selecció de futbol d'Ucraïna en 18 ocasions. El seu debut amb la samarreta nacional es va produir el 24 de maig de 2008 en un partit amistós contra els Països Baixos. En aquest partit Seleznyov va sortir a jugar als 66 minuts en substitució del seu compatriota Andrí Xevtxenko. El seu primer gol com a internacional ho va aconseguir el 19 de novembre d'aquest any contra Noruega.

## Clubs
| Club                  | País    | Any         |
| --------------------- | ------- | ----------- |
| Arsenal Kyiv          | Ucraïna | 2006-2008   |
| Xakhtar Donetsk       | Ucraïna | 2008-2009   |
| Dnipro Dnipropetrovsk | Ucraïna | 2009-2011   |
| Xakhtar Donetsk       | Ucraïna | 2011 - 2012 |
| Dnipro Dnipropetrovsk | Ucraïna | 2012 - Act. |

## Palmarès

### Copes nacionals
| Títol               | Club            | País    | Any     |
| ------------------- | --------------- | ------- | ------- |
| Supercopa d'Ucraïna | Xakhtar Donetsk | Ucraïna | 2008    |
| Lliga d'Ucraïna     | Xakhtar Donetsk | Ucraïna | 2011-12 |
| Supercopa d'Ucraïna | Xakhtar Donetsk | Ucraïna | 2012    |
| Copa d'Ucraïna      | Xakhtar Donetsk | Ucraïna | 2011-12 |
| Lliga d'Ucraïna     | Xakhtar Donetsk | Ucraïna | 2012-13 |
| Supercopa d'Ucraïna | Xakhtar Donetsk | Ucraïna | 2013    |
| Copa d'Ucraïna      | Xakhtar Donetsk | Ucraïna | 2012-13 |
| Lliga d'Ucraïna     | Xakhtar Donetsk | Ucraïna | 2013-14 |
| Supercopa d'Ucraïna | Xakhtar Donetsk | Ucraïna | 2014    |

### Distincions individuals
| Distinció                                       | Any     |
| ----------------------------------------------- | ------- |
| Màxim golejador de la Lliga d'Ucraïna (17 gols) | 2010/11 |
| Màxim golejador de la Lliga d'Ucraïna (14 gols) | 2011/12 |